# Guido II de Dampierre
Guido II de Dampierre (1150 — 18 de Janeiro 1216), foi condestável de Champanhe e Senhor de Dampierre, de Bourbon e de Montluçon.

## Relações familiares
Foi filho de Guilherme I de Dampierre, Senhor de Dampierre, e de Ermengarda de Mouchy.
em 1186 casou com Matilde de Bourbon, Senhora de Bourbon, filha de Arcambaldo VII, Senhor de Bourbon, e de Alix de Borgonha, de quem teve:
1. Arcambaldo VIII de Bourbon, (1189 — 23 de Agosto de 1242), Senhor de Bourbon, casado por duas vezes, a primeira com Alice de Forez e a segunda com Beatriz de Montluçon (1100 -?).
2. Guilherme II de Bourbon (1196 † 1231), casado com Margarida II de Hainaut (1210 — 1280), Condessa de Hainaut.
3. Filipa de Dampierre (? — 1223), casou em 1205 Guigues IV de Albon (? — 1241), conde de Forez.
4. Guido III de Dampierre
5. Maria de Dampierre (1190 — ?), casada por duas vezes, a primeira em 1210 com Herveu de Vierzon e a segunda em 1220 com Henrique I de Sully.
6. Margarida de Dampierre